# La Cruz, Tlapacoya
La Cruz är en ort i Mexiko.   Den ligger i kommunen Tlapacoya och delstaten Puebla, i den sydöstra delen av landet, 160 km nordost om huvudstaden Mexico City. La Cruz ligger 1 038 meter över havet och antalet invånare är 653.
Terrängen runt La Cruz är kuperad norrut, men söderut är den bergig. Runt La Cruz är det ganska tätbefolkat, med 124 invånare per kvadratkilometer. Närmaste större samhälle är Olintla, 14,5 km öster om La Cruz. Omgivningarna runt La Cruz är en mosaik av jordbruksmark och naturlig växtlighet.